# Thomas Morgenstern
Thomas Morgenstern (* 30. Oktober 1986 in Spittal an der Drau) ist ein ehemaliger österreichischer Skispringer. Mit 14 gewonnenen Goldmedaillen (acht bei Nordischen Skiweltmeisterschaften, drei bei Olympischen Winterspielen und drei bei Skiflug-Weltmeisterschaften) gilt er als einer der erfolgreichsten Medaillengewinner Österreichs, allerdings wurden zwölf dieser 14 Goldmedaillen in Mannschaftsbewerben errungen. Die beiden Einzelmedaillen gewann er bei den Olympischen Winterspielen 2006 in Turin auf der Großschanze und bei den Nordischen Skiweltmeisterschaften 2011 in Oslo auf der Normalschanze. Außerdem ist er Gewinner der Vierschanzentournee in der Saison 2010/11 und Gesamtweltcupsieger der Saisonen 2007/08 und 2010/11. Somit zählt Thomas Morgenstern zu den fünf Athleten (neben ihm Espen Bredesen, Matti Nykänen, Jens Weißflog und Kamil Stoch), die die wichtigsten vier Bewerbe im Skisprung-Sport (Olympia, Weltmeisterschaften, Gesamtweltcup und Vierschanzentournee) gewonnen haben. Am 26. September 2014 verkündete er im Alter von 27 Jahren seinen Rücktritt vom aktiven Sport.

## Werdegang
Thomas Morgenstern begann seine Weltcup-Karriere in der Saison 2002/03. Nachdem er im Dezember 2002 mit drei Siegen und einem zweiten Platz im Continental Cup aufzeigte, feierte er sein Weltcup-Debüt im Zuge der Vierschanzentournee 2002/03. Mit dem 9. Platz in Oberstdorf, 25. in Garmisch-Partenkirchen, 12. in Innsbruck und 6. in Bischofshofen gelang Morgenstern der Sprung an die Weltspitze. Schlussendlich belegte er Rang 10 in der Tourneewertung. Nur fünf Tage nach Ende der Tournee gewann er im tschechischen Liberec sein erstes Weltcupspringen. Im Februar 2003 wurde Morgenstern in Sollefteå sowohl im Einzelspringen als auch mit der Mannschaft Juniorenweltmeister.
Diese Erfolge konnte er in der darauffolgenden Saison 2003/04 bestätigen. Beim Auftaktspringen in Kuusamo stürzte Morgenstern schwer. Er überschlug sich mehrmals aufgrund einer kräftigen Windböe, kam jedoch nur mit Prellungen, Schnittwunden und einer Gehirnerschütterung davon und wurde pünktlich zur Vierschanzentournee wieder fit. Dort belegte er in Oberstdorf hinter dem späteren Tourneesieger Sigurd Pettersen Platz zwei. Mit drei weiteren Platzierungen unter den zehn Besten bei den Veranstaltungen in Garmisch-Partenkirchen, Innsbruck und Bischofshofen belegte Morgenstern am Ende Rang vier der Tourneewertung. Bei den im Februar in Stryn ausgetragenen Juniorenweltmeisterschaften gewann er hinter dem Polen Mateusz Rutkowski die Silbermedaille und mit dem Team die Goldmedaille. In der Weltcupgesamtwertung belegte Morgenstern den sechsten Rang.
Auch in der Saison 2004/05 zeigte Morgenstern sein Können. Bei der Vierschanzentournee belegte er Rang drei, holte bei den Weltmeisterschaften 2005 in Oberstdorf im Team Gold vom kleinen und großen Bakken und sicherte sich in der Weltcupwertung den siebten Rang.
Bei den Olympischen Spielen 2006 in Turin wurde Thomas Morgenstern Olympiasieger auf der Großschanze mit dem Vorsprung von nur 0,1 Punkten vor seinem Teamkollegen Andreas Kofler. Beide deklassierten die Konkurrenz aufgrund ihrer weiten Sprünge von 140 und 139,5 m im zweiten Durchgang. Der Gewinner der Bronzemedaille, Lars Bystøl, lag bereits 26,2 Punkte hinter dem Olympiasieger. Des Weiteren holte er zusammen mit seinen Teamkollegen Andreas Widhölzl, Martin Koch und Andreas Kofler die Goldmedaille im Teamwettbewerb auf der Großschanze. Zudem gewann Thomas Morgenstern in dieser Saison mit den Rängen fünf, zwei, eins und zwei und insgesamt 14,5 Punkten vor dem Schweizer Andreas Küttel die Wertung des Nordic Tournament.
Bei den Weltmeisterschaften 2007 in Sapporo gewann er gemeinsam mit Wolfgang Loitzl, Gregor Schlierenzauer und Andreas Kofler die Goldmedaille im Teamwettbewerb auf der Großschanze und die Bronzemedaille im Einzelbewerb auf der Normalschanze. Im Sommer 2007 konnte er mit vier Einzelsiegen die Gesamtwertung des Sommer Grand-Prix für sich entscheiden.

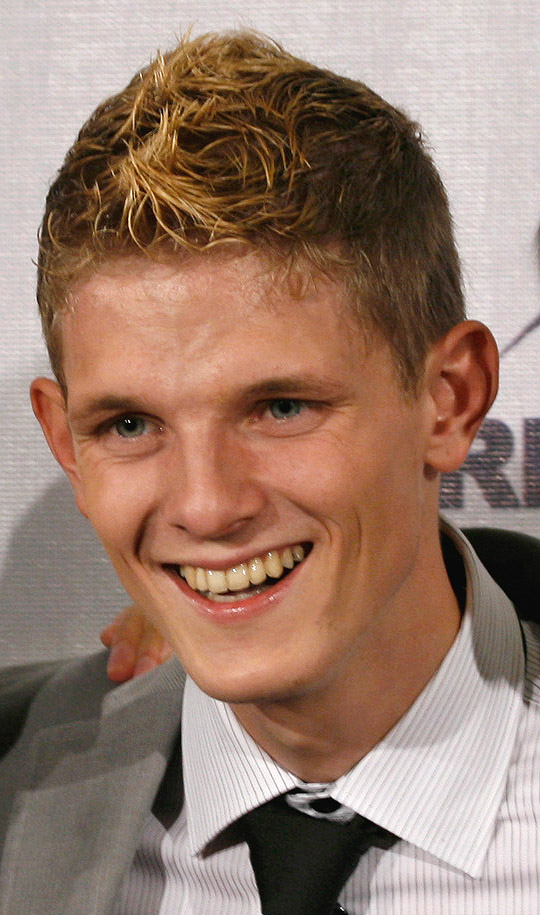
Thomas Morgenstern bei der „Nacht des Sports“ 2008

Die Saison 2007/08 verlief für den Kärntner sehr erfolgreich: Als erster Springer der Geschichte konnte er die ersten sechs Wettbewerbe einer Weltcupsaison für sich entscheiden. Des Weiteren ist Morgenstern neben Janne Ahonen, Matti Hautamäki und Gregor Schlierenzauer der einzige Skispringer, dem es gelang sechs Weltcupspringen in Folge zu gewinnen. Bereits sechs Springen vor Saisonende stand er als Sieger des Gesamtweltcups fest.
Im Oktober 2008 gab Morgenstern einen Skimarken-Wechsel bekannt und wechselte in der Saison 2008/09 von Fischer auf Atomic. Zu Beginn der Saison 2009/10 wechselte er aber wieder zurück auf Fischer (da Atomic die Produktion von Sprungschiern einstellte). Am 22. Oktober 2008 wurde er zum österreichischen Sportler des Jahres gewählt.
Der Beginn der Saison verlief nicht nach Wunsch und Thomas Morgenstern erreichte keinen Stockerlplatz. Erst knapp vor den Weltmeisterschaften belegte er zweimal den 2. Rang hinter seinem Mannschaftskollegen Gregor Schlierenzauer bei den Springen in Whistler und Sapporo. Bei seinem erklärten Saisonhöhepunkt, den Weltmeisterschaften, landete er im zweiten Durchgang auf der Normalschanze bei 101,5 m. Damit war Morgenstern in diesem Durchgang zwar der Weiteste und auf dem Weg zur Goldmedaille, stürzte aber nach der Telemarklandung und wurde dadurch nur 8. Im Teambewerb konnte er sich mit seinen Kollegen Gregor Schlierenzauer, Wolfgang Loitzl und Martin Koch die Goldmedaille sichern.
In der Saison 2009/10 gewann Morgenstern nach fast zwei Jahren Durststrecke wieder ein Springen im Weltcup: Am 6. Jänner 2010 konnte er das Abschlussspringen der 58. Vierschanzentournee in Bischofshofen für sich entscheiden. Nachdem er beim anschließenden Skifliegen am Kulm im Mittelfeld landete, bestätigte er seine gute Form mit einem Sieg in Sapporo. Bei den Olympischen Winterspielen 2010 in Vancouver erreichte er im Springen von der Normalschanze den 8. und von der Großschanze den 5. Platz. Gemeinsam mit Wolfgang Loitzl, Andreas Kofler und Gregor Schlierenzauer gewann er vor Deutschland das Teamspringen und holte sich damit seine dritte olympische Goldmedaille.
Auch die Saison 2010/11 verlief außerordentlich erfolgreich. Zum Jahreswechsel 2010/11 gewann Morgenstern mit zwei Tagessiegen (in Oberstdorf und Innsbruck) erstmals die Vierschanzentournee. Kurz darauf gelang ihm am 9. Jänner 2011 in Harrachov erstmals der Sieg in einem Skifliegen. Am 13. Februar 2011 sicherte er sich mit einem fünften Platz am Vikersundbakken bereits drei Bewerbe vor Saisonende seinen zweiten Gesamtweltcupsieg. Bei den Nordischen Skiweltmeisterschaften 2011 in Oslo wurde Morgenstern auf der Normalschanze sowohl im Einzel- als auch im Teambewerb Weltmeister. Es war seine erste Einzelgoldmedaille bei Weltmeisterschaften. Damit war er einer von damals vier Springern, die sowohl Olympiagold, Gold bei Weltmeisterschaften, den Gesamtweltcup und die Vierschanzentournee gewonnen hatten. Auch auf der Großschanze wurde er im Teambewerb Weltmeister, im Einzelbewerb musste er sich nur Gregor Schlierenzauer geschlagen geben und errang erstmals Silber.

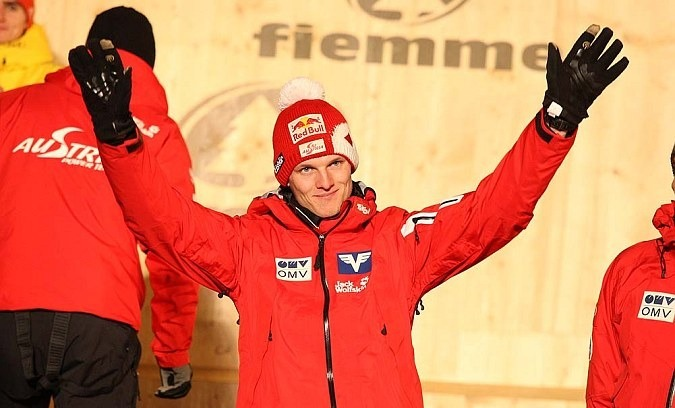
Morgenstern im März 2013

Im Juni 2011 wurde bekannt, dass sich Thomas Morgenstern für die Entwicklungsarbeit des Skispringens in Rumänien einsetzt.
Bei den Weltmeisterschaften 2013 holte Morgenstern den Sieg mit der Mannschaft. Er ist unter Einbeziehung von Teamspringen der erfolgreichste WM-Teilnehmer in seiner Sportart.
Zu Beginn der Saison 2013/14 stürzte Morgenstern am 15. Dezember in Titisee-Neustadt und zog sich einen Fingerbruch, Abschürfungen im Gesicht, Prellungen und Blutergüsse am ganzen Körper zu, nachdem er einen Tag zuvor seinen 23. Weltcupsieg gefeiert hatte. Bei der Vierschanzentournee konnte er wieder starten und belegte den zweiten Platz in der Gesamtwertung. Am 10. Jänner 2014 stürzte er im Training zum Skiflug-Weltcup am Kulm erneut und zog sich kritische Verletzungen an Kopf und Lunge zu. Trotzdem konnte er bereits einen Monat später an den Olympischen Spielen in Sotschi teilnehmen. Dort belegte er auf der Normalschanze den 14. Rang, auf der Großschanze erreichte er nicht den zweiten Durchgang, mit dem Team gewann er die Silbermedaille. Nach den Winterspielen entschied sich Morgenstern, die Saison 2013/14 vorzeitig zu beenden und über ein Karriereende nachzudenken. Am 26. September 2014 gab er bei einer Pressekonferenz seinen Rücktritt bekannt. Er begründete dies mit der psychischen Belastung nach den beiden schweren Stürzen in der Olympiasaison.

## Privates
Thomas Morgenstern ist der Neffe des Skirennläufers Alois Morgenstern. Eine im Jahr 2007 begonnene Ausbildung bei der österreichischen Bundespolizei brach er im April 2008 ab. Stattdessen schloss er im Herbst 2008 die Ausbildung zum Piloten erfolgreich ab. 2012 erwarb er den Hubschrauberpilotenschein.
Am 11. April 2013 gab Morgenstern via Facebook die Trennung von seiner Freundin bekannt, mit der er zehn Jahre liiert war. Mit ihr hat er eine Tochter, die im Dezember 2012 geboren wurde. Im Dezember 2021 wurde Morgenstern zusammen mit seiner neuen Lebensgefährtin erneut Vater, dieses Mal von Zwillingstöchtern.

## Erfolge

### Olympische Winterspiele
Olympische Winterspiele 2006 in Turin
- Normalschanze: 9.
- Großschanze: Gold
- Teamspringen: Gold

Olympische Winterspiele 2010 in Vancouver
- Normalschanze: 8.
- Großschanze: 5.
- Teamspringen: Gold

Olympische Winterspiele 2014 in Sotschi
- Teamspringen: Silber

### Weltcupsiege im Einzel
| Nr. | Datum             | Ort              | Typ           |
| --- | ----------------- | ---------------- | ------------- |
| 01  | 11. Jänner 2003   | Liberec          | Großschanze   |
| 02  | 10. März 2006     | Lillehammer      | Großschanze   |
| 03  | 1. Dezember 2007  | Kuusamo          | Großschanze   |
| 04  | 8. Dezember 2007  | Trondheim        | Großschanze   |
| 05  | 9. Dezember 2007  | Trondheim        | Großschanze   |
| 06  | 13. Dezember 2007 | Villach          | Normalschanze |
| 07  | 14. Dezember 2007 | Villach          | Normalschanze |
| 08  | 22. Dezember 2007 | Engelberg        | Großschanze   |
| 09  | 30. Dezember 2007 | Oberstdorf       | Großschanze   |
| 10  | 2. Februar 2008   | Sapporo          | Großschanze   |
| 11  | 3. Februar 2008   | Sapporo          | Großschanze   |
| 12  | 8. Februar 2008   | Liberec          | Großschanze   |
| 13  | 6. Jänner 2010    | Bischofshofen    | Großschanze   |
| 14  | 16. Jänner 2010   | Sapporo          | Großschanze   |
| 15  | 4. Dezember 2010  | Lillehammer      | Großschanze   |
| 16  | 5. Dezember 2010  | Lillehammer      | Großschanze   |
| 17  | 17. Dezember 2010 | Engelberg        | Großschanze   |
| 18  | 18. Dezember 2010 | Engelberg        | Großschanze   |
| 19  | 29. Dezember 2010 | Oberstdorf       | Großschanze   |
| 20  | 3. Jänner 2011    | Innsbruck        | Großschanze   |
| 21  | 9. Jänner 2011    | Harrachov        | Flugschanze   |
| 22  | 6. Jänner 2012    | Bischofshofen    | Großschanze   |
| 23  | 14. Dezember 2013 | Titisee-Neustadt | Großschanze   |

### Weltcupsiege im Team
| Nr. | Datum             | Ort        | Typ         |
| --- | ----------------- | ---------- | ----------- |
| 01  | 8. März 2003      | Oslo       | Großschanze |
| 02  | 12. Februar 2005  | Pragelato  | Großschanze |
| 03  | 4. März 2006      | Lahti      | Großschanze |
| 04  | 10. März 2007     | Lahti      | Großschanze |
| 05  | 7. Februar 2009   | Willingen  | Großschanze |
| 06  | 7. März 2009      | Lahti      | Großschanze |
| 07  | 14. März 2009     | Vikersund  | Flugschanze |
| 08  | 27. November 2009 | Kuusamo    | Großschanze |
| 09  | 27. November 2010 | Kuusamo    | Großschanze |
| 10  | 29. Jänner 2011   | Willingen  | Großschanze |
| 11  | 6. Februar 2011   | Oberstdorf | Flugschanze |
| 12  | 12. März 2011     | Lahti      | Großschanze |
| 13  | 19. März 2011     | Planica    | Flugschanze |
| 14  | 27. November 2011 | Kuusamo    | Großschanze |
| 15  | 3. März 2012      | Lahti      | Großschanze |
| 16  | 17. März 2012     | Planica    | Flugschanze |

### Grand-Prix-Siege im Einzel
| Nr. | Datum           | Ort          | Typ           |
| --- | --------------- | ------------ | ------------- |
| 01  | 10. August 2003 | Hinterzarten | Normalschanze |
| 02  | 14. August 2005 | Courchevel   | Großschanze   |
| 03  | 12. August 2007 | Hinterzarten | Normalschanze |
| 04  | 18. August 2007 | Einsiedeln   | Großschanze   |
| 05  | 24. August 2007 | Zakopane     | Großschanze   |
| 06  | 17. Juli 2011   | Wisła        | Großschanze   |
| 07  | 20. Juli 2011   | Szczyrk      | Normalschanze |
| 08  | 23. Juli 2011   | Zakopane     | Großschanze   |
| 09  | 7. August 2011  | Hinterzarten | Normalschanze |
| 10  | 13. August 2011 | Courchevel   | Großschanze   |

### Grand-Prix Siege im Team
| Nr. | Datum           | Ort          | Typ           |
| --- | --------------- | ------------ | ------------- |
| 01  | 9. August 2003  | Hinterzarten | Normalschanze |
| 02  | 4. August 2004  | Hinterzarten | Normalschanze |
| 03  | 11. August 2007 | Hinterzarten | Normalschanze |
| 04  | 26. Juli 2008   | Hinterzarten | Normalschanze |
| 05  | 22. Juli 2011   | Zakopane     | Großschanze   |
| 06  | 6. August 2011  | Hinterzarten | Normalschanze |

### Continental-Cup-Siege im Einzel
| Nr. | Datum             | Ort     | Typ         |
| --- | ----------------- | ------- | ----------- |
| 1.  | 14. Dezember 2002 | Lahti   | Großschanze |
| 2.  | 21. Dezember 2002 | Liberec | Großschanze |
| 3.  | 22. Dezember 2002 | Liberec | Großschanze |

## Statistik

### Weltcup-Platzierungen
| Saison  | Platz | Punkte |
| ------- | ----- | ------ |
| 2002/03 | 20.   | 0385   |
| 2003/04 | 06.   | 0696   |
| 2004/05 | 07.   | 1138   |
| 2005/06 | 05.   | 0846   |
| 2006/07 | 06.   | 0756   |
| 2007/08 | 01.   | 1794   |
| 2008/09 | 07.   | 0795   |
| 2009/10 | 03.   | 0944   |
| 2010/11 | 01.   | 1757   |
| 2011/12 | 07.   | 1014   |
| 2012/13 | 25.   | 0312   |
| 2013/14 | 15.   | 0438   |

### Vierschanzentournee-Platzierungen
| Saison  | Platz | Punkte |
| ------- | ----- | ------ |
| 2002/03 | 10.   | 0913   |
| 2003/04 | 04.   | 1013   |
| 2004/05 | 03.   | 0986   |
| 2005/06 | 20.   | 0825   |
| 2006/07 | 04.   | 0916   |
| 2007/08 | 02.   | 1066   |
| 2008/09 | 08.   | 1001   |
| 2009/10 | 06.   | 0987   |
| 2010/11 | 01.   | 0959   |
| 2011/12 | 02.   | 0908   |
| 2012/13 | 16.   | 0848   |
| 2013/14 | 02.   | 0994   |

### Grand-Prix-Platzierungen
| Saison | Platz | Punkte |
| ------ | ----- | ------ |
| 2003   | 01.   | 223    |
| 2004   | 04.   | 273    |
| 2005   | 03.   | 466    |
| 2006   | 26.   | 096    |
| 2007   | 01.   | 569    |
| 2008   | 07.   | 234    |
| 2009   | 52.   | 023    |
| 2010   | 04.   | 383    |
| 2011   | 01.   | 620    |
| 2012   | 22.   | 096    |

### Continental-Cup-Platzierungen
| Saison  | Platz | Punkte |
| ------- | ----- | ------ |
| 2002/03 | 18.   | 0380   |

### Schanzenrekorde
| Ort        | Land        | Weite               | aufgestellt am    | Rekord bis        |
| ---------- | ----------- | ------------------- | ----------------- | ----------------- |
| Oberstdorf | Deutschland | 140,0 m (HS: 137 m) | 29. Dezember 2003 | 29. Dezember 2003 |
| Kuusamo    | Finnland    | 146,5 m (HS: 142 m) | 1. Dezember 2007  | 1. Dezember 2007  |
| Harrachov  | Tschechien  | 214,5 m (HS: 205 m) | 18. Jänner 2008   | aktuell           |

## Auszeichnungen (Auszug)
- Kärntner Landesorden in Silber

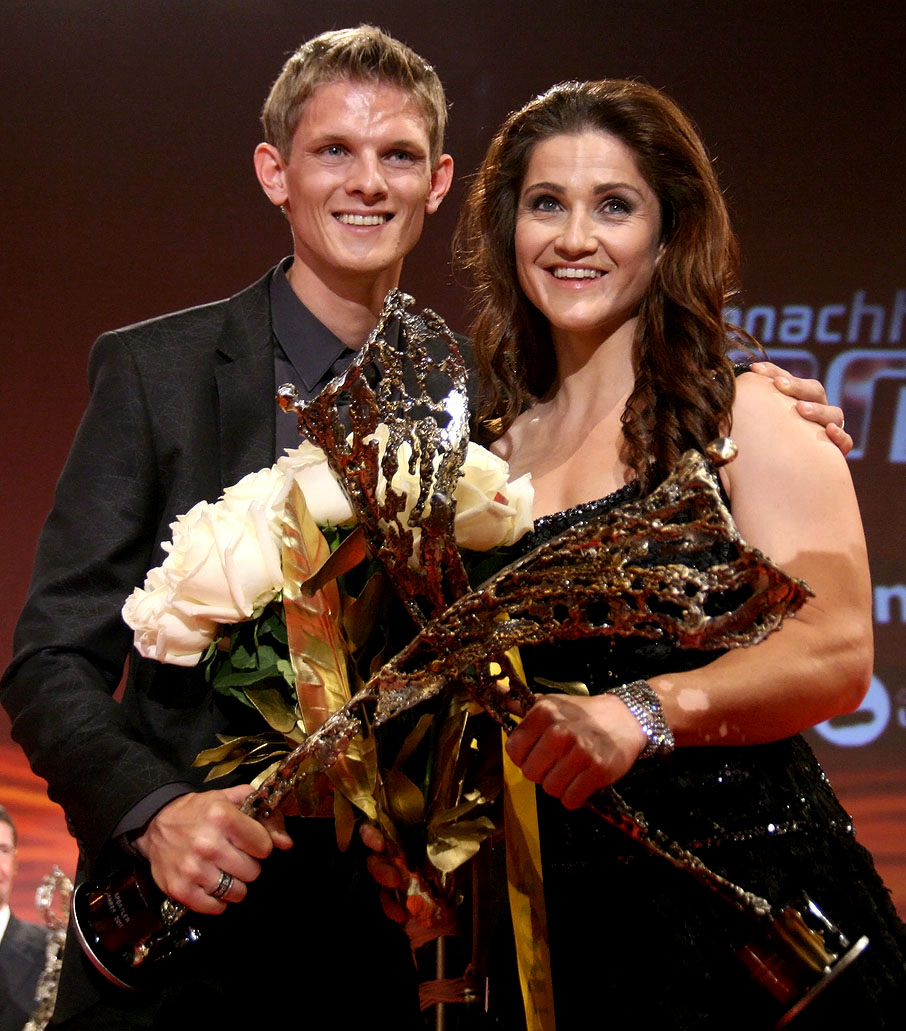
Sportler des Jahres 2011, mit Elisabeth Görgl

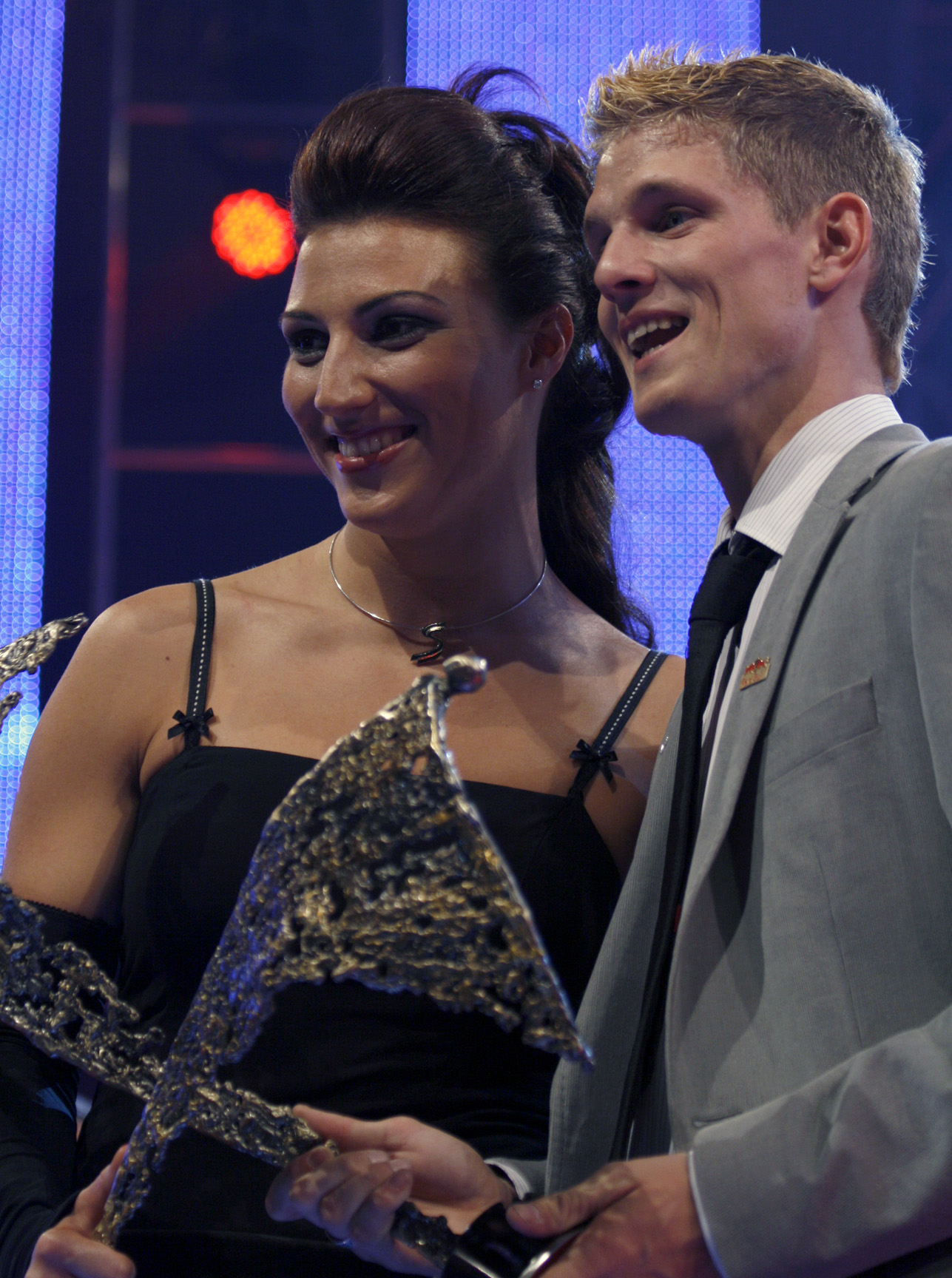
Sportler des Jahres 2008, mit Mirna Jukić

- 2004: Goldenes Verdienstzeichen der Republik Österreich
- 2005: Teil der österreichischen Mannschaft des Jahres (Nationalmannschaft Skispringen)
- 2006: Großes Ehrenzeichen für Verdienste um die Republik Österreich
- 2008: Österreichs Sportler des Jahres
- 2008: Teil der österreichischen Mannschaft des Jahres (Nationalmannschaft Skispringen)
- 2009: Teil der österreichischen Mannschaft des Jahres (Nationalmannschaft Skispringen)
- 2011: Österreichs Sportler des Jahres
- 2011: Teil der österreichischen Mannschaft des Jahres (Nationalmannschaft Skispringen)
- 2012: Teil der österreichischen Mannschaft des Jahres (Nationalmannschaft Skispringen)

Außerdem wurde er vom Sportpresseklub Kärnten sechs Mal (2005, 2006, 2008, 2010, 2011, 2013) zum „Kärntner Sportler des Jahres“ gewählt.